# Colletes fuscicornis
Colletes fuscicornis är en biart som beskrevs av Noskiewicz 1936. Colletes fuscicornis ingår i släktet sidenbin, och familjen korttungebin. Inga underarter finns listade i Catalogue of Life.